# Santa Catarina (Lisbonne)
Pour les articles homonymes, voir Santa Catarina (homonymie).
Santa Catarina est une freguesia de Lisbonne.